# Mesotes pectinata
Mesotes pectinata är en fjärilsart som beskrevs av Diakonoff 1988. Mesotes pectinata ingår i släktet Mesotes och familjen vecklare. Inga underarter finns listade i Catalogue of Life.